# Sacoșu Turcesc

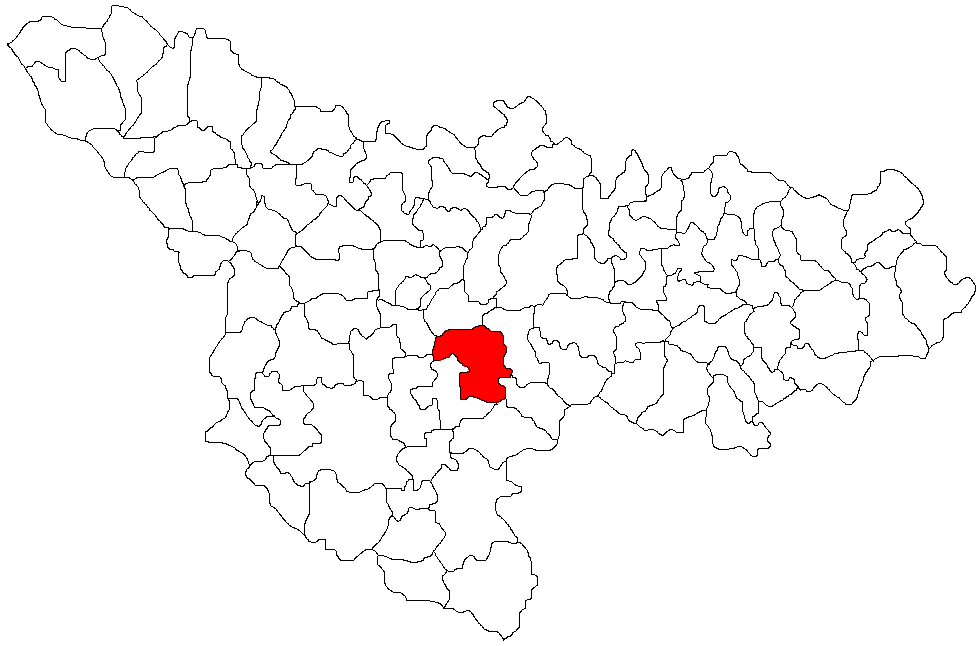
Lage der Gemeinde Sacoșu Turcesc im Kreis Timiș

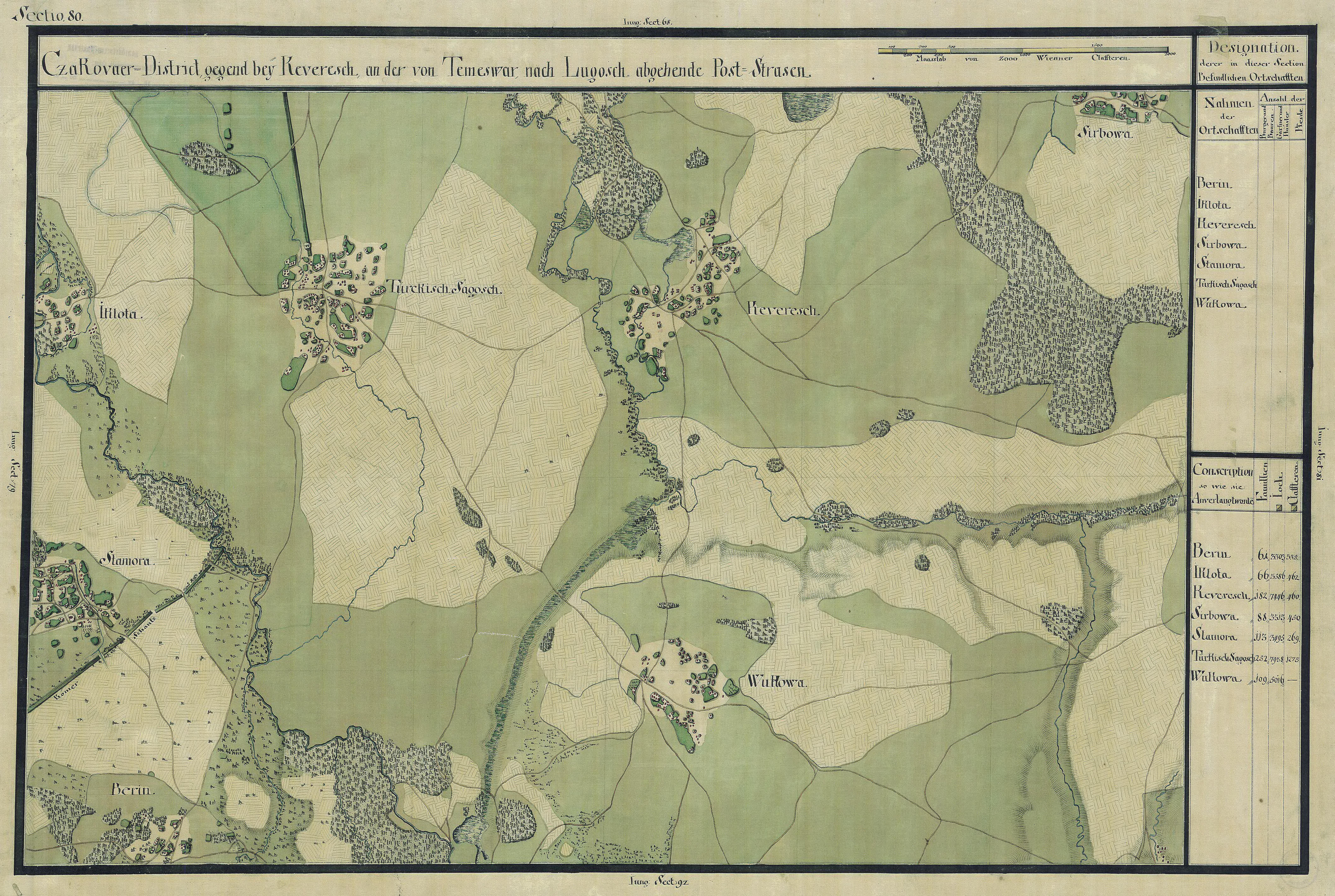
Sacoșu Turcesc auf der Josephinischen Landaufnahme (1769–1772)

Sacoșu Turcesc (deutsch Türkisch Sakosch, ungarisch Törökszákos) ist eine Gemeinde im Kreis Timiș, in der Region Banat, im Südwesten Rumäniens. Zur Gemeinde Sacoșu Turcesc gehören auch die Dörfer Berini, Icloda, Otvești, Stamora Română, Uliuc und Unip.

## Geografische Lage
Sacoșu Turcesc liegt im Zentrum des Kreises Timiș, in 22 Kilometer Entfernung südöstlich von Timișoara und 16 Kilometer westlich von Buziaș.

## Nachbarorte
| Moșnița Nouă | Dragșina                                    | Chevereșu Mare |
| Giroc        | Kompassrose, die auf Nachbargemeinden zeigt | Buziaș         |
| Liebling     | Tormac                                      | Nițchidorf     |

## Geschichte
Die erste urkundliche Erwähnung einer Siedlung auf dem Gebiet des heutigen Sacoșu Turcesc stammt aus dem Jahre 1321 unter der Bezeichnung Zekes. Zur Zeit der Josephinischen Landaufnahme von 1717, hieß der Ort Fakosch und hatte 80 Häuser. Nach dem Frieden von Passarowitz (1718), als das Banat eine Habsburger Krondomäne wurde, war Sakosch Teil des Temescher Banats. Auf der Mercy-Karte von 1723 ist die Ortschaft Sakosch vermerkt. 1828 wurde der Ort Török Szákos und Türkisch Sakosch in den Akten geführt, 1868 hieß der Ort Eötvösdfalva, nach dem ungarischen Bildungsminister Baron Josef Eötvös, der sich dafür einsetzte, dass an der Universität in Cluj in den drei Landessprachen ungarisch, deutsch und rumänisch unterrichtet wird.
Am 4. Juni 1920 wurde das Banat infolge des Vertrags von Trianon dreigeteilt. Der größte, östliche Teil, zu dem auch Sakosch gehört, fiel an das Königreich Rumänien. Der Ort erhielt die amtliche Bezeichnung Sacoșu Turcesc.

## Demografie
Die Bevölkerungsentwicklung der Gemeinde Sacoșu Turcesc:
| 1880 | 5301 | 4675 | 451  | 148 | 27             |
| 1910 | 6739 | 5331 | 1131 | 191 | 86             |
| 1930 | 5771 | 4810 | 693  | 165 | 103            |
| 1977 | 4658 | 3984 | 436  | 44  | 194            |
| 2002 | 3156 | 2686 | 215  | 21  | 234            |
| 2021 | 3392 | 2552 | 163  | 3   | 674 (253 Roma) |